# The Night Time Is the Right Time
«The Night Time Is the Right Time» — песня Нэппи Брауна, изданная им как одноимённый сингл в 1957 году. В 1958 году её записал Рэй Чарльз. Песня попала также в альбом Ray Charles at Newport. Автор песни — блюз-певец Нэппи Браун, написавший и исполнивший её в 1954 году. Чарльз записал эту песню дуэтом с Мэрги Хэндрикс, участницей группы Raelette. Песня попала на вершины чартов и часто исполнялась другими музыкантами.

## Кавер-версии
Песня «The Night Time Is the Right Time» часто исполнялась другими музыкантами. (К примеру, The Animals, Creedence Clearwater Revival и другими) Так, The Sonics выпустили версию песни на своём дебютном альбоме Here Are the Sonics, а The Rolling Stones исполняли её во время своего тура A Bigger Bang Tour, проходившего в 2005—2006 годах.